# Biri
Biri je vas na Madžarskem, ki upravno spada pod podregijo Nagykállói Županije Szabolcs-Szatmár-Bereg.